# Löstertal
Löstertal  est un stadtteil de Wadern en Sarre. Cette localité comprend les lieux de Buweiler, Kostenbach, Oberlöstern et Rathen.

## Géographie

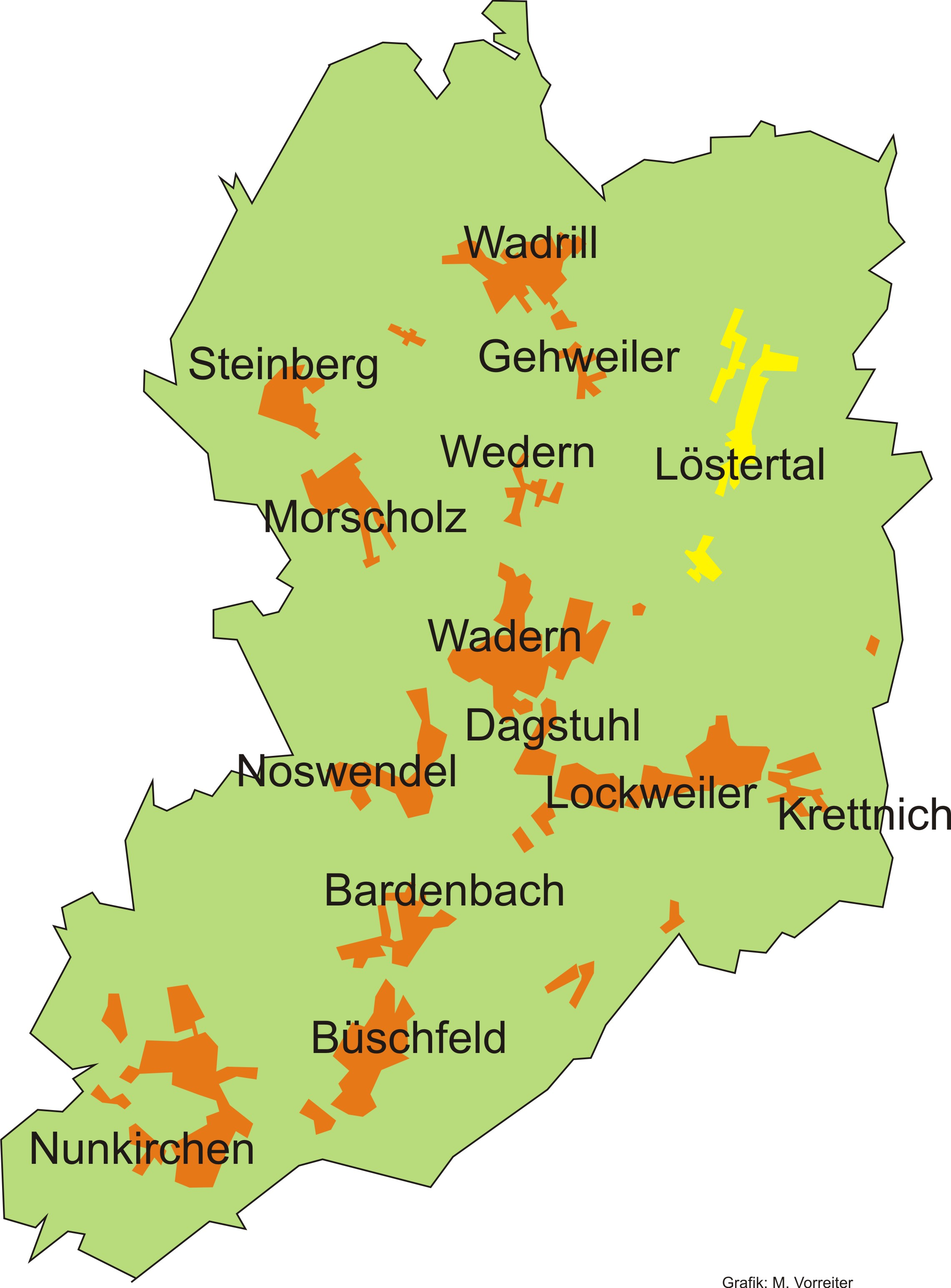
Situation de Löstertal.

## Histoire
Les hameaux de Boubweiller (Buweiler), Rathen et Constembach (Kostenbach) formaient entre 1766 et la Révolution française une enclave appartenant au royaume de France de par leur appartenance au duché de Lorraine. L'enclave comprenait également le village de Castel (Kastel). Elle faisait partie du bailliage de Schambourg puis à partir de 1786, du bailliage de Bouzonville.

Carte de la Moselle en 1790, montrant Boubweiller (Buweiler), Rathen et « Rostembuch » (Kostenbach) dans l'enclave de « Kaﬅel »

## Lieux et monuments

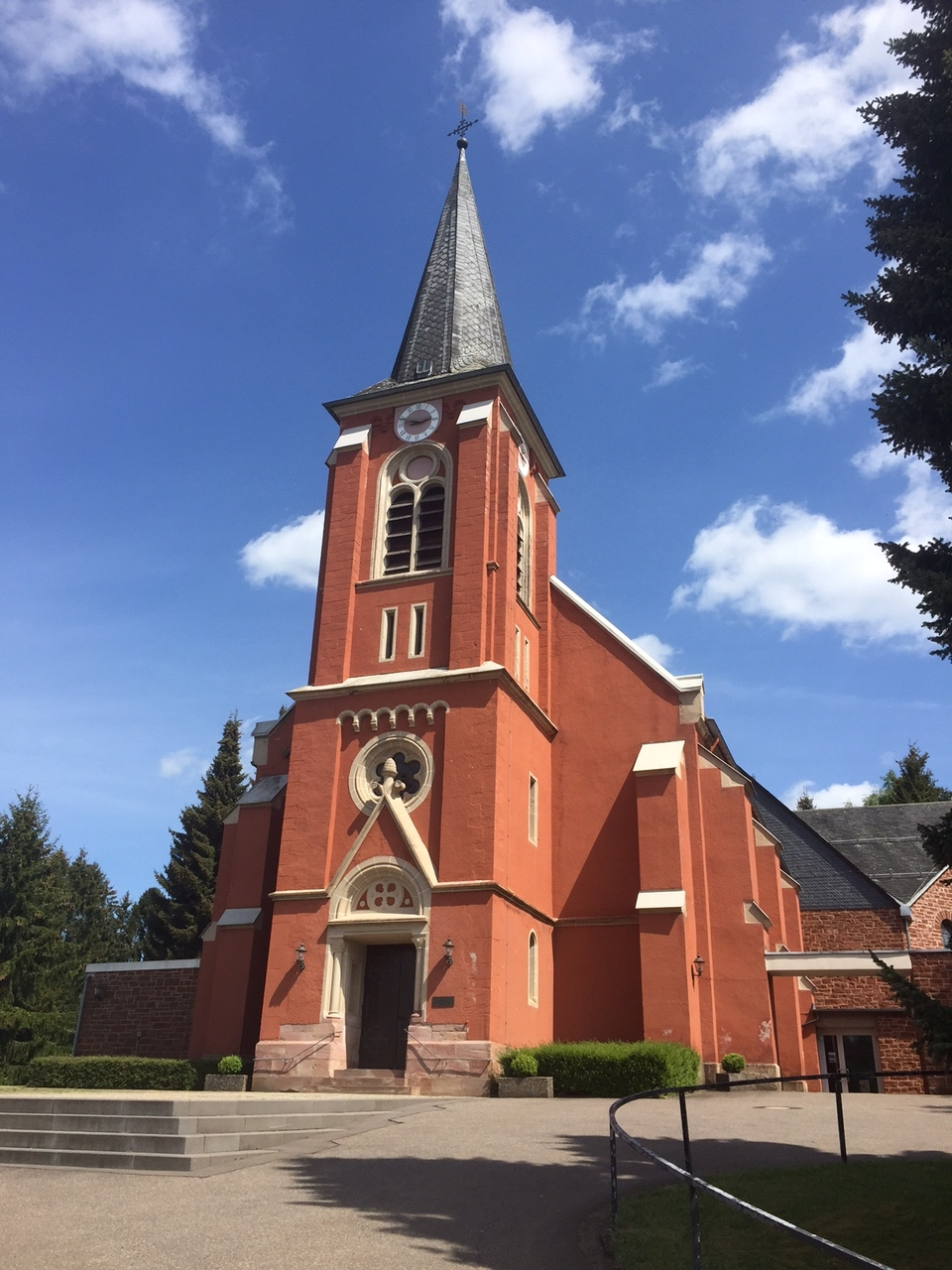
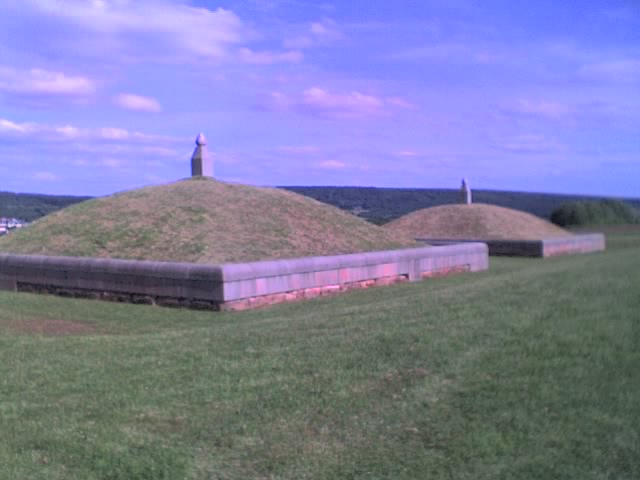